# O baile no moulin de la Galette
O baile no moulin de la Galette (em francês:  Le bal du moulin de la Galette) é uma pintura realizada a óleo sobre tela em 1876, pelo impressionista francês Pierre-Auguste Renoir, consagrada como um marco da pintura impressionista.
O quadro foi pintado em Paris, no bairro de Montmartre, e retrata um tema frequente na pintura impressionista e que se encontra na base do movimento: o quotidiano burguês.
Esta pintura é, indubitavelmente, a mais célebre e significativa obra de Renoir. Foi exibida pela primeira vez no Salon em 1877, na exposição dos impressionistas. Ainda que o rosto de alguns dos seus amigos apareçam na imagem, como o cubano Cárdenas à esquerda dançando com uma moça, e Frank Lamy, Norbert Goeneutte e Georges Rivière sentados à mesa, a intenção de Renoir era captar a vivacidade e a atmosfera alegre desta popular dança de jardim no bairro de Montmartre, nas imediações do Moulin (moinho), hoje celebrizado pela tela. Inicialmente local de vendas de um pãozinho, passou a ser ponto de encontros, unindo bar, restaurante (ativo até hoje) e salão de danças; e dessa forma Renoir representou a belle époque (1870-1914) de Paris na França, um período de grande florescer artístico e econômico. O estudo da multidão em movimento, a inclusão lumínica natural e artificial e outros efeitos, foram concretizados através de pinceladas de cores vibrantes. A aparência um tanto desfocada da cena, capta algumas críticas negativas desde o seu tempo até à atualidade.
A interpretação da vida popular parisiense, com o seu estilo inovador e formato imponente, assina a ambição artística de Renoir. A descontração das personagens, a sombra imposta pela copa das árvores, os resquícios de luz natural que recaem sobre os vestidos das senhoras e os chapéus dos senhores em primeiro plano, e tantos outros elementos neste quadro, tornam-no numa das principais obras-primas do Impressionismo.
A obra foi adquirida por Gustave Caillebotte que a deixou ao estado francês, juntamente com toda a sua colecção. Porém, Renoir fez uma pequena cópia desta tela, que se tornou uma das telas mais caras já vendida. Hoje é tida como a décima tela mais cara do mundo